# Latiromitra barthelowi
Latiromitra barthelowi is een slakkensoort uit de familie van de Ptychatractidae. De wetenschappelijke naam van de soort is voor het eerst geldig gepubliceerd in 1942 door Bartsch.